# Rezolucija Vijeća sigurnosti UN-a 1900
Rezolucija Vijeća sigurnosti UN-a 1900 jednoglasno usvojena 16. prosinca 2009., nakon pozivanja na rezolucije 827 (1993.), 1581 (2005.), 1597 (2005.), 1613 (2005.), 1629 (2005.), 1660 (2006.), 1668 (2006.), 1800 (2008.), 1837 (2008.), 1849 (2008.) i 1877 (2009.), Vijeće je dopustilo nekolicini sudaca na Međunarodnom kaznenom sudu za bivšu Jugoslaviju da obnašaju dužnost nakon isteka njihovog mandata kako bi im se omogućilo da završe posao o slučajevima u koje su bili uključeni.
Postupajući u skladu s Poglavljem VII Povelje Ujedinjenih naroda, Vijeće je odlučilo da suci Kimberley Prost (Kanada) i Ole Bjørn Støle (Norveška), čiji su mandati istekli 31. prosinca 2009., mogu dovršiti slučaj Popović koji je trebao završiti do ožujka 2010. U isto vrijeme, primijećeno je da bi ukupan broj sudaca ad litem koji rade na Međunarodnom sudu mogao privremeno premašiti maksimum od 12 predviđenih do maksimum 13. Broj sudaca vratio bi se na 12 do kraja ožujka 2010. godine.
Međunarodni kazneni sud za bivšu Jugoslaviju, osnovan Rezolucijom 827 (1993), bio je sud Ujedinjenih naroda koji se bavio ratnim zločinima koji su se dogodili tijekom sukoba ranih 1990- ih koji su uslijedili nakon raspada Jugoslavije.

## Vanjske poveznice
| Wikizvor | Engleski Wikizvor ima izvorni tekst na temu: United Nations Security Council Resolution 1900 |